# Portret van Artemisia Gentileschi
Portret van Artemisia Gentileschi is een portretschilderij gemaakt door de Franse schilder Simon Vouet van zijn Italiaanse collega Artemisia Gentileschi. Hij schilderde het doek rond 1622-1626. Het behoort tot de collectie van de Fondazione Pisa en wordt bewaard in het Palazzo Blu van Pisa. 
Vouet portretteert Gentileschi op halve lengte en in driekwartprofiel, terwijl ze aan het schilderen is. In haar handen heeft ze een palet, een penhouder, penselen en een maalstok. De saffraangele zijde en het witte linnen van haar kledij lichten op tegen de donkerbruine achtergrond. Als enige juweel draagt ze oorringen: een parel aan een blauwfluwelen knoop. Het meest sprekende detail – waarop de identificatie van de geportretteerde voor een groot deel berust – is een gouden halsketting met een gouden medaillon van het mausoleum van Halikarnassos (herkenbaar aan het Griekse woord Maussoleion). Het model moet een band hebben gevoeld met koningin Artemisia II, die dit bouwwerk liet optrekken en met wie ze haar voornaam deelde. 
Het doek werd naar alle waarschijnlijkheid gemaakt voor de bibliotheek van Cassiano dal Pozzo, die gedecoreerd was met een portretgalerij van beroemde personen (uomini famosi). Gentileschi paste in dit rijtje: ze had naam gemaakt in Rome en stond op het punt naar Venetië te vertrekken. 
Het werk is in 2001 opgemerkt door Roberto Contini in een privécollectie in Bergamo. Sinds 2020 is het te zien in het Palazzo Blu van Pisa, waar ook Gentileschi's Clio hangt.

## Voetnoten
1. 1 2  A Palazzo Blu a Pisa un rarissimo ritratto di Artemisia Gentileschi, In Toscana, 20 september 2019